# HD 9578
HD 9578は、ちょうこくしつ座の方角に約183光年の距離にある恒星である。太陽に類似し、2009年に太陽系外惑星の存在が報告された。

## 星系
2013年、VLTの補償光学装置を用いた撮像観測により、HD 9578に伴星が発見された。時間を開けて2つの恒星の相対位置を測定した結果、固有運動を共有していることがわかり、HD 9578は連星系となり、発見された伴星はHD 9578 Bと呼ばれる。HD 9578 Bは、質量が太陽の2割程度の赤色矮星と考えられる。

## 惑星系
2009年に、この恒星を公転する太陽系外惑星の存在が発表された。この惑星HD 9578 bは、木星の3分の2程度の質量で、HD 9578のハビタブルゾーンの範囲を公転していると考えられた。
HD 9578 bは、太陽系外惑星エンサイクロペディアに確定した系外惑星として収録され、他にもいくつかの研究で存在するものとして扱われている。しかし、2017年時点でこの惑星の存在を明らかにした査読付きの文献はなく、実在について疑念が残る。
| 名称 （恒星に近い順） | 質量      | 軌道長半径 （天文単位） | 公転周期 (日) | 軌道離心率 | 軌道傾斜角 | 半径 |
| --------------------- | --------- | ----------------------- | ------------- | ---------- | ---------- | ---- |
| b                     | ≥ 0.62 MJ | 1.27                    | 494           | ?          | —          | —    |